# Heilige Dreifaltigkeit (Presseck)

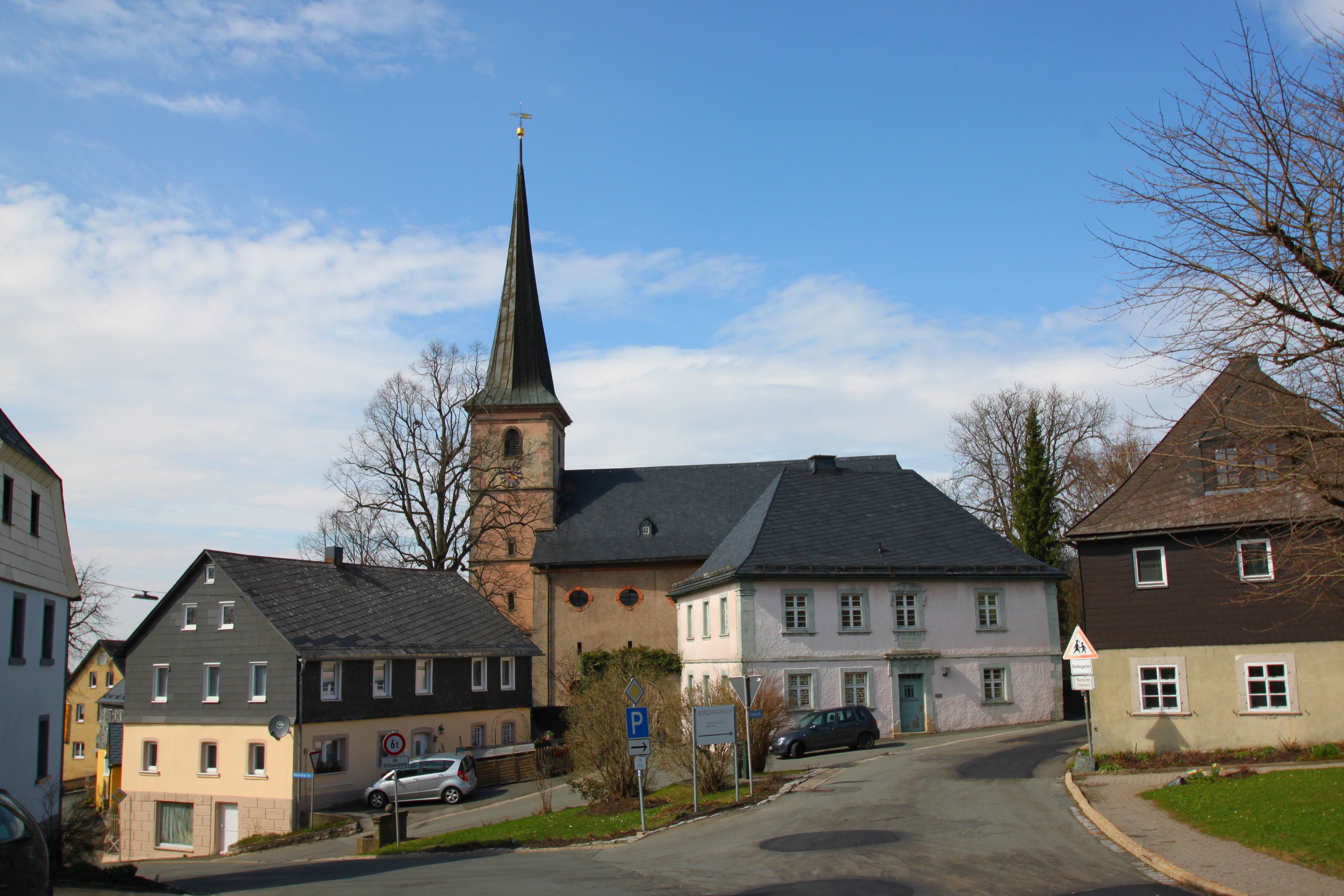
Heilige Dreifaltigkeit in Presseck

Die denkmalgeschützte, evangelisch-lutherische Pfarrkirche Heilige Dreifaltigkeit steht in Presseck, einem Markt im oberfränkischen Landkreis Kulmbach (Bayern). Es ist eine ehemalige Wehrkirche wohl aus dem 13. Jahrhundert, die 1513 erneuert wurde. Die Kirche gehört zum Dekanat Kulmbach im Kirchenkreis Bayreuth der Evangelisch-Lutherischen Kirche in Bayern.

## Beschreibung
Das Langhaus der Saalkirche stammt im Kern aus dem 14. Jahrhundert, wurde in der Mitte des 17. Jahrhunderts erneuert und innen mit einem Tonnengewölbe überspannt und mit Emporen ausgestattet. Der Chor im Osten aus zwei Jochen mit 5/8-Schluss, der außen von Strebepfeilern gestützt wird und innen mit einem Netzgewölbe überspannt ist, wurde 1513 gebaut. Der Kirchturm über quadratischem Grundriss im Westen wurde 1607–16 erbaut und 1712 erneuert. Sein oberstes Geschoss beherbergt die Turmuhr und den Glockenstuhl, in dem drei Kirchenglocken hängen, die den Zweiten Weltkrieg überstanden haben. Bedeckt ist er mit einem achtseitigen Knickhelm. Sowohl im Langhaus als auch im Chor befinden sich Wandmalereien aus der Bauzeit Anfang des 16. Jahrhunderts.